# Ansermetite
L'ansermetite è un minerale.